# Ryjkołaz
Ryjkołaz (Phascolosorex) – rodzaj ssaków z podrodziny niełazów (Dasyurinae) w obrębie rodziny niełazowatych (Dasyuridae).

## Zasięg występowania
Rodzaj obejmuje gatunki występujące na Nowej Gwinei (zarówno w części wyspy należącej do Indonezji, jak i Papui-Nowej Gwinei).

## Morfologia
Długość ciała samic 11,6–19,5 cm, długość ogona samic 15,2–17 cm, długość ciała samców 15,4–22,6 cm, długość ogona samców 15,3–19,1 cm; masa ciała samców 132–145 g.

## Systematyka
Rodzaj zdefiniował w 1916 roku niemiecki zoolog Paul Matschie w artykule poświęconym rozmieszczeniu torbaczy w Nowej Gwinei, z komentarzami na temat ich systematyki, opublikowanym na łamach Mitteilungen aus dem Zoologischen Museum in Berlin. Jako gatunek typowy Matschie wyznaczył (oryginalne oznaczenie) ryjkołaza wąskopręgiego (P. dorsalis).

### Etymologia
Phascolosorex: gr. φασκωλος phaskōlos ‘skórzany worek, torba’; łac. sorex, soricis ‘ryjówka’, od gr. ὑραξ hurax ‘ryjówka’.

### Podział systematyczny
Do rodzaju należą następujące gatunki:
| Grafika | Gatunek                | Autor i rok opisu         | Nazwa zwyczajowa     | Podgatunki   | Rozmieszczenie geograficzne | Podstawowe wymiary (DC – długość ciała; DO – długość ogona; MC – masa ciała) | Status IUCN |
| ------- | ---------------------- | ------------------------- | -------------------- | ------------ | --------------------------- | ---------------------------------------------------------------------------- | ----------- |
|         | Phascolosorex doriae   | (O. Thomas, 1886)         | ryjkołaz rudobrzuchy | monotypowy   | zachodnia Nowa Gwinea       | DC: 15,2–23 cm; DO: 15,2–19,1 cm; MC: brak danych                            | LC          |
|         | Phascolosorex dorsalis | (W. Peters & Doria, 1876) | ryjkołaz wąskopręgi  | 3 podgatunki | Nowa Gwinea                 | DC: 11,7–16,8 cm; DO: 11,6–15,4 cm; MC: 132–145 g                            | LC          |

Kategorie IUCN:  LC  – gatunek najmniejszej troski.